# Illiswil

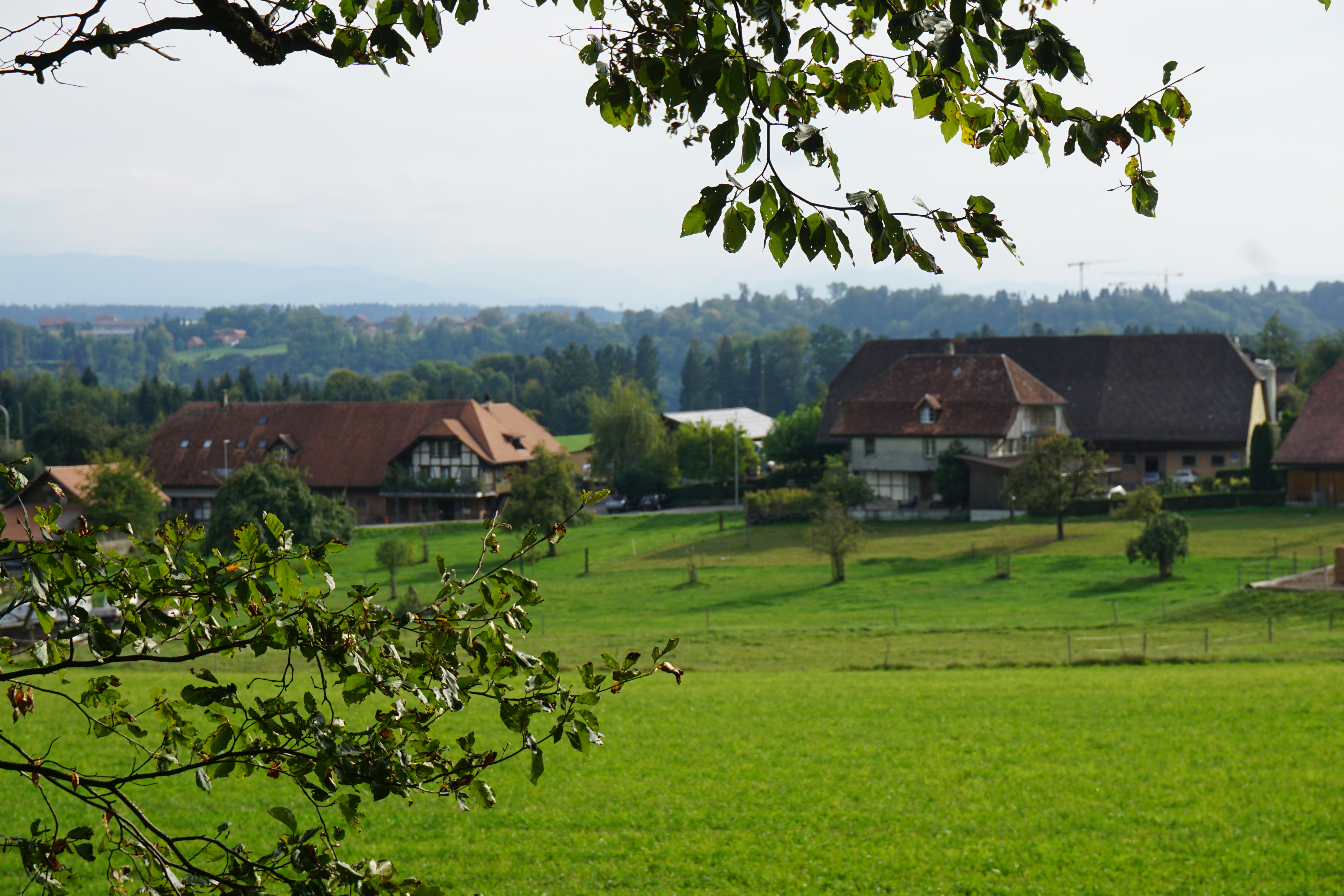
Blick auf Illiswil vom Illiswilwald her

Illiswil ist ein Weiler in der Gemeinde Wohlen bei Bern im Kanton Bern, Schweiz. Er liegt zwischen den Dörfern Wohlen und Murzelen an der Kantonsstrasse von Bern nach Aarberg am Südhang des Frienisbergs und ist über die Postautolinie 100 mit dem öffentlichen Verkehr erschlossen.

## Geschichte
Erstmals wurde Illiswil 1269 als "Igliswile" urkundlich erwähnt. Die Privatherrschaft bestehend aus Illiswil, Hofen und Hinterkappelen gelangte über Erbgänge und Heiraten in den Besitz verschiedener Anteilhaber und wurde 1719 von Hieronymus von Erlach erworben, welcher sie 1721 im Tausch gegen Moosseedorf der Stadt Bern übergab. Im 19. Jahrhundert wurde Illiswil politisch in die Gemeinde Wohlen integriert.

## Ortsbild
Das Dorf besteht im Wesentlichen aus sieben entlang der Hauptstrasse angeordneten Bauernhöfen inklusive Nebengebäuden, einem Restaurant, einer Schreinerei und nur wenigen weiteren Einzelgebäuden. Illiswil ist im Bundesinventar der schützenswerten Ortsbilder der Schweiz (ISOS) verzeichnet.

## Deponie Illiswil
Zwischen 1962 und 1975 wurde der Illiswilgraben zwischen Dorfrand und Illiswilwald mit 1,5 Mio. Kubikmetern Bauschutt, Hauskehricht, Kehrichtschlacke, Strassenschlämmen sowie flüssigen und öligen Industrieabfällen zugeschüttet. Der im Graben verlaufende Illiswilbach wurde dazu vorgängig auf einer Länge von 700 Metern eingedolt. Die Oberfläche der Deponie ist heute landwirtschaftliches Kulturland. In den Jahren nach Abschluss der Deponie stellten sich sowohl das Sickerwasser der Deponie als auch das Wasser des eingedolten Illiswilbachs als belastet heraus. Nach Evaluation verschiedener Sanierungsvarianten wurde das Sickerwasser schliesslich über die Kanalisation in die Abwasserreinigungsanlage ARA Ey Hinterkappelen abgeführt und der Illiswilbach vor der Deponie gefasst und durch einen 700 Meter langen Stollen in den Mülibach des benachbarten Mülitals umgeleitet.